# Swing Swing Submarine

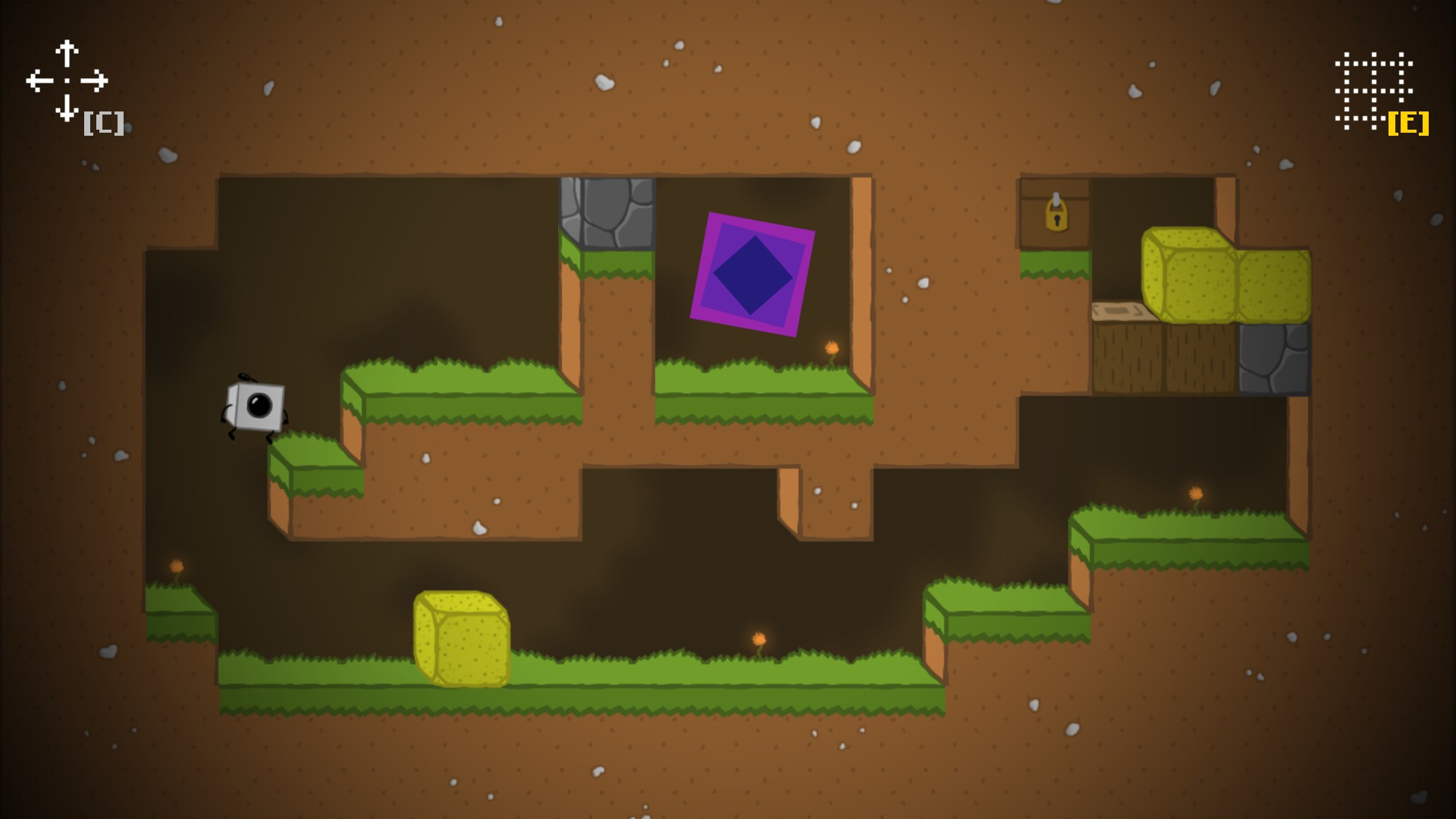
Niveau de Blocks That Matter (2011).

Swing Swing Submarine est un studio de développement indépendant français. Basé à Montpellier, il a été fondé par William David et Guillaume Martin, deux anciens employés d'Ubisoft Montpellier. Le studio travaille principalement en duo, avec cependant des aides extérieures comme sur Blocks That Matter (2011) où Yann van Der Cruyssen a été chargé de la musique et des bruitages et Géraud Soulié du character design et des artworks utilisés dans les cinématiques. Le studio a travaillé sur une suite de Blocks That Matter, intitulée Tetrobot & Co. parut le 23 octobre 2013 .
Seasons After Fall est le dernier jeu du studio, sorti en septembre 2016. C'est un jeu d'aventure et d'exploration mettant en scène un renard pouvant modifier le cours des saisons et ainsi transformer l'environnement pour progresser.

## Jeux développés
- Tuper Tario Tros. (2009)
- Meet Me at the Banana Disco (2010)
- Greek & Wicked (2010)
- Blocks That Matter (2011)
- Tetrobot and Co. (2013)
- Seasons After Fall (2016)
- Graahl: Of Feather and Grit (en développement)